# Can I Have It Like That
«Can I Have It like That» es el sencillo debut del álbum debut de Pharrell Williams, titulado In My Mind. Cuenta con la colaboración musical de Gwen Stefani, y debutó en los Estados Unidos, Canadá a finales de  del 2005. En el Reino Unido debutó en la tercera ubicación.
La Canción fue compuesta por sonidos sintéticos y compuestos.
El video musical para "Can I Have It Like That" fue grabado en otoño de 2005, dirigido por Paul Hunter.

## Lista de canciones
Sencillo en vinilo de 12"
1. «Can I Have It Like That» (clean) – 3:57
2. «Can I Have It Like That» (dirty) – 3:57
3. «Can I Have It Like That» (instrumental) – 3:57
4. «Can I Have It Like That» (a cappella) – 3:49

 Reino Unido – Sencillo en CD
1. «Can I Have It Like That» – 3:59
2. «Can I Have It Like That» (the Travis Barker remix) – 4:10

## Listas
| Lista (2005–2006)                        | Mejor posición |
| ---------------------------------------- | -------------- |
| Alemania (Media Control)                 | 37             |
| Australia (ARIA)                         | 22             |
| Austria (Ö3 Austria Top 40)              | 47             |
| Bélgica (Flandes) (Ultratop 50)          | 32             |
| Bélgica (Valonia) (Ultratop 50)          | 35             |
| Dinamarca (Tracklisten)                  | 8              |
| Estados Unidos (Billboard Hot 100)       | 49             |
| Estados Unidos (Hot R&B/Hip-Hop Songs)   | 32             |
| Estados Unidos (Rap Songs)               | 20             |
| Unión Europea (European Hot 100 Singles) | 20             |
| Finlandia (OFC)                          | 10             |
| Francia (SNEP)                           | 78             |
| Italia (FIMI)                            | 16             |
| Irlanda (IRMA)                           | 12             |
| Noruega (VG-lista)                       | 15             |
| Nueva Zelanda (Recorded Music NZ)        | 18             |
| Países Bajos (Dutch Top 40)              | 25             |
| Reino Unido (UK Singles Chart)           | 3              |
| Suecia (Sverigetopplistan)               | 60             |
| Suiza (Schweizer Hitparade)              | 28             |